# Bioblapsis mallochi
Bioblapsis mallochi är en stekelart som beskrevs av Rotheray 1990. Bioblapsis mallochi ingår i släktet Bioblapsis och familjen brokparasitsteklar. Inga underarter finns listade.